# Pimpinella rupicola
Pimpinella rupicola är en flockblommig växtart som beskrevs av Eric R.Svensson Sventenius. Pimpinella rupicola ingår i släktet bockrötter, och familjen flockblommiga växter. Inga underarter finns listade i Catalogue of Life.